# 卡尔斯鲁厄宫

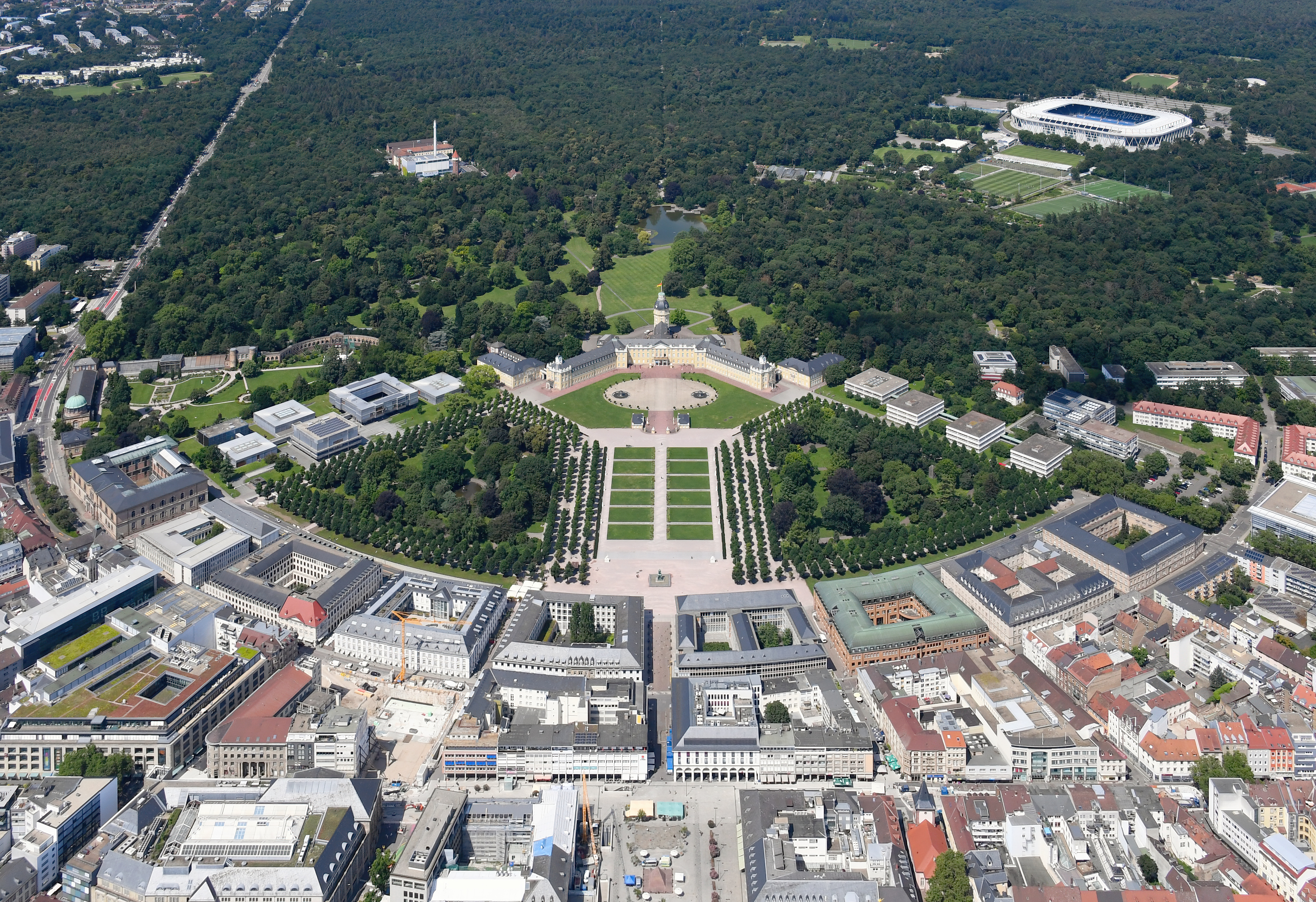

卡尔斯鲁厄宫（德語：Karlsruher Schloss）由侯爵卡尔三世·威廉建于1715年。此前他曾与前都城杜拉赫的市民发生争议。卡尔斯鲁厄宫现在是卡尔斯鲁厄巴登博物馆（Badisches Landesmuseum Karlsruhe）主馆所在地。

## 历史
卡尔斯鲁厄市就是环绕宫殿发展而成。该市的规划以宫殿的塔楼为中心，向外放射出32条街道，如同车轮的辐条般，或折扇的扇骨，因此卡尔斯鲁厄获得“扇之城”（Fächerstadt）的绰号。
第一个建筑由雅各布·弗里德里希·冯·巴特藏多尔夫建造。宫殿最初部分用木头建造，1746年用石头重建。1770年，当时的巴登-杜拉赫侯爵，后来的巴登大公卡尔·弗里德里希聘请约翰·巴塔萨·纽曼和弗里德里希·冯·Kesslau 改建宫殿。
在1848年革命期间，巴登大公利奥波德在1849年被驱逐一段时间。 1918年，最后一位君主巴登大公弗里德里希二世被迫迁出。昔日的巴登宫殿自此用作卡尔斯鲁厄巴登博物馆。
卡尔斯鲁厄市中心的大部分, 包括宫殿，二战期间被盟军炸成废墟，但战后迅速重建。

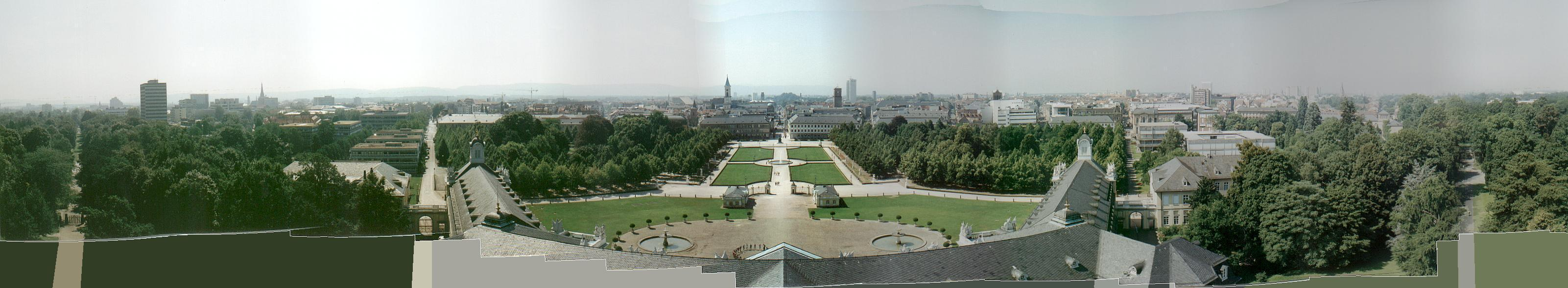

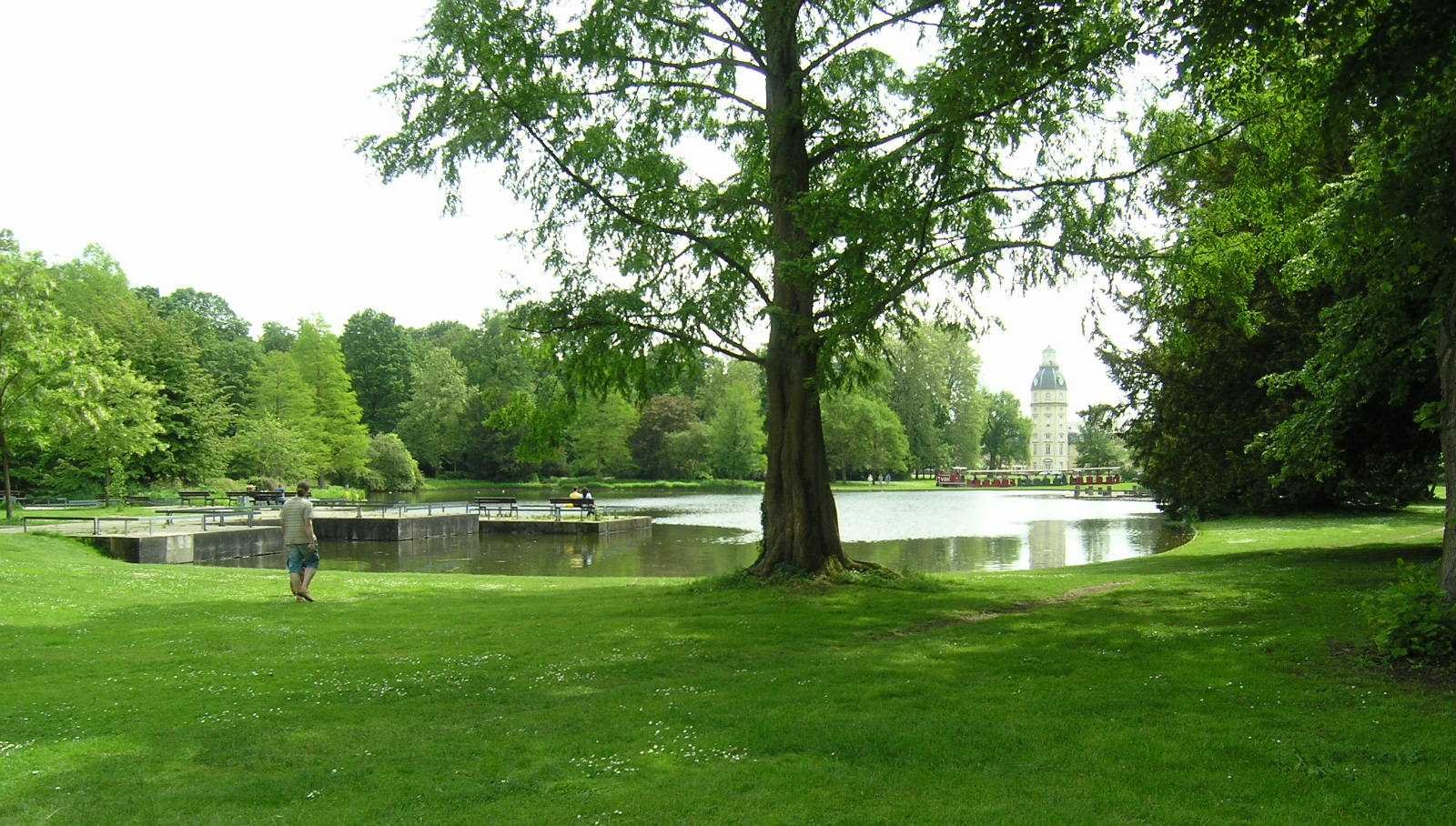
花园
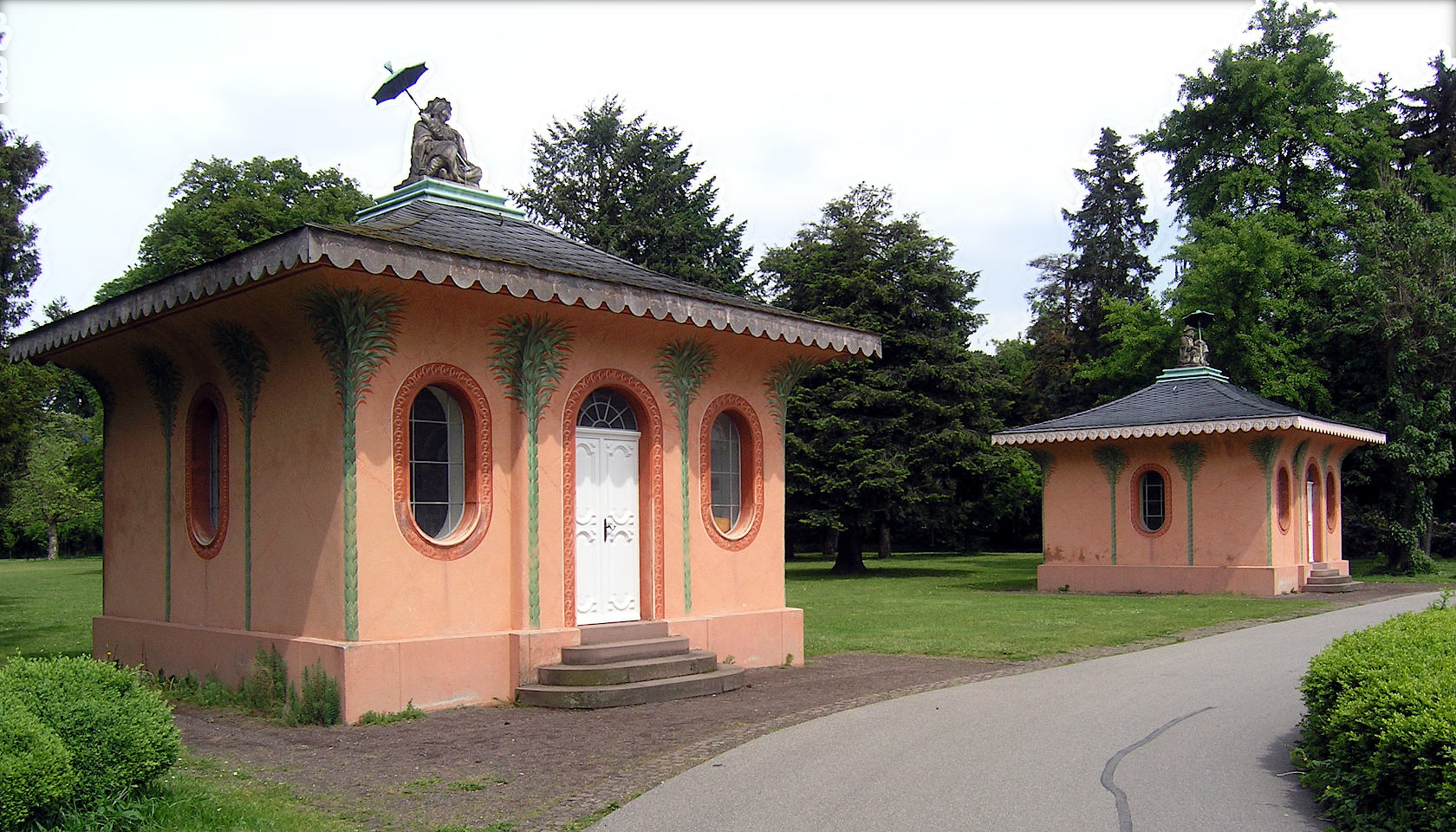
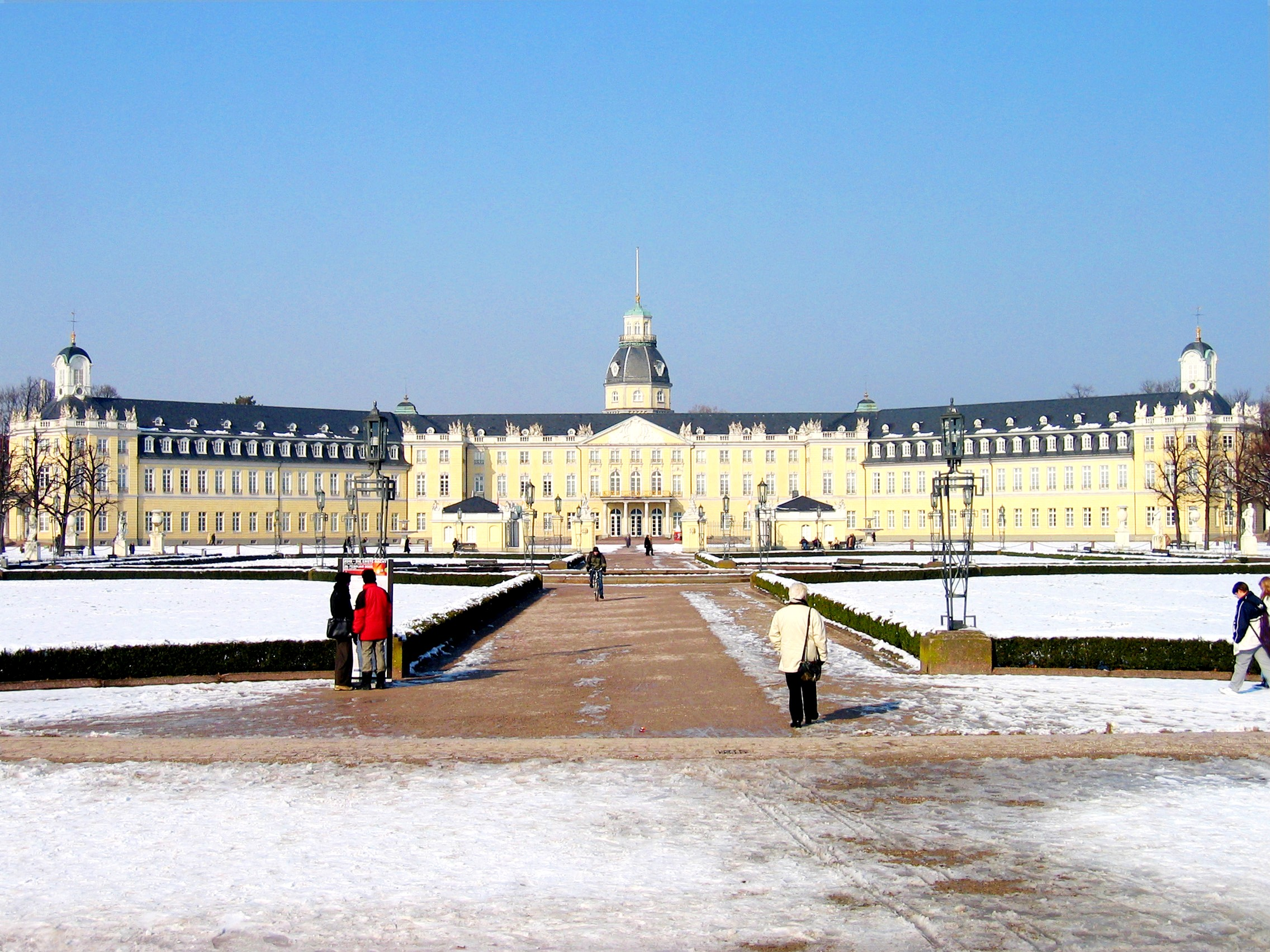
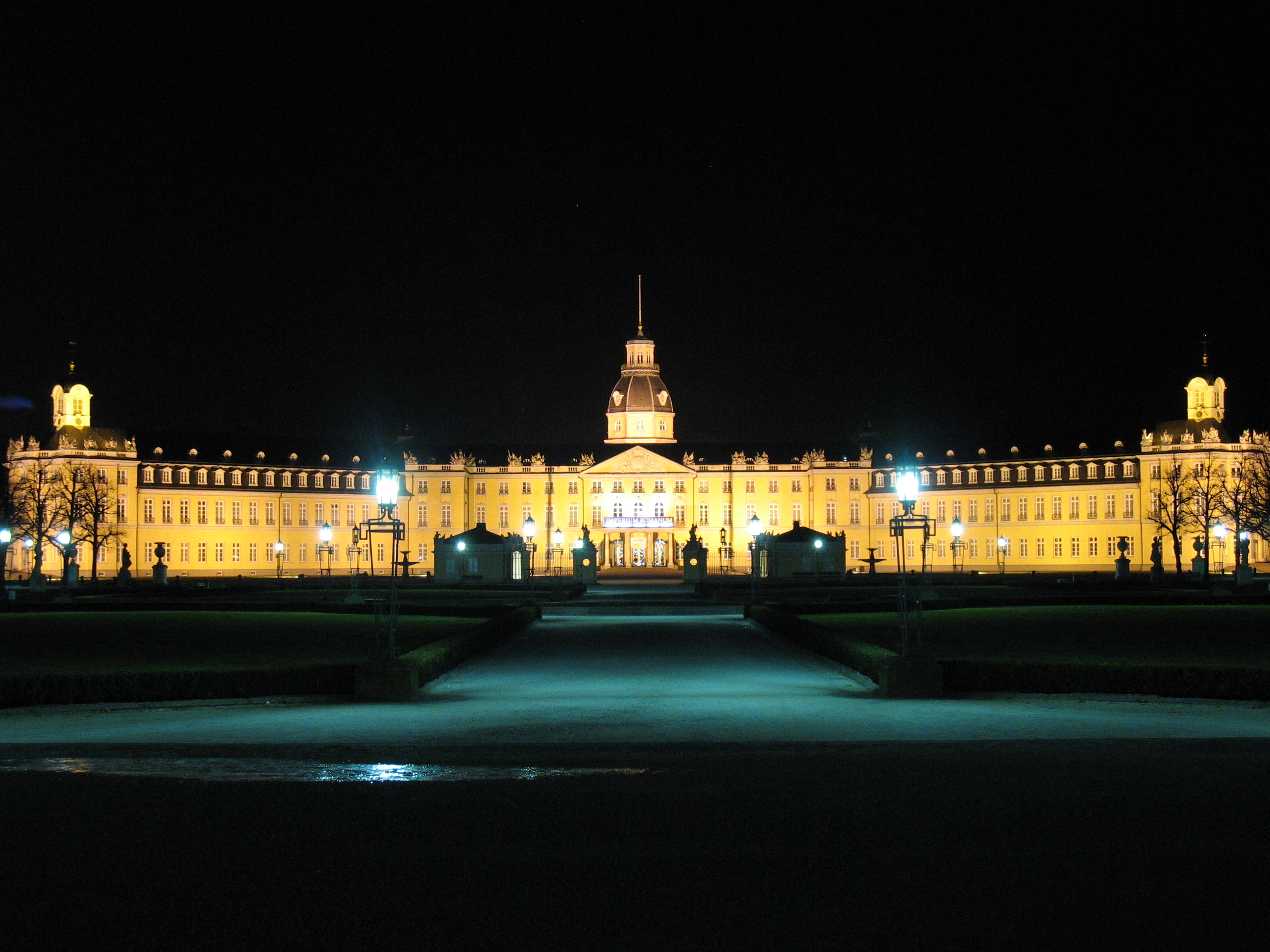
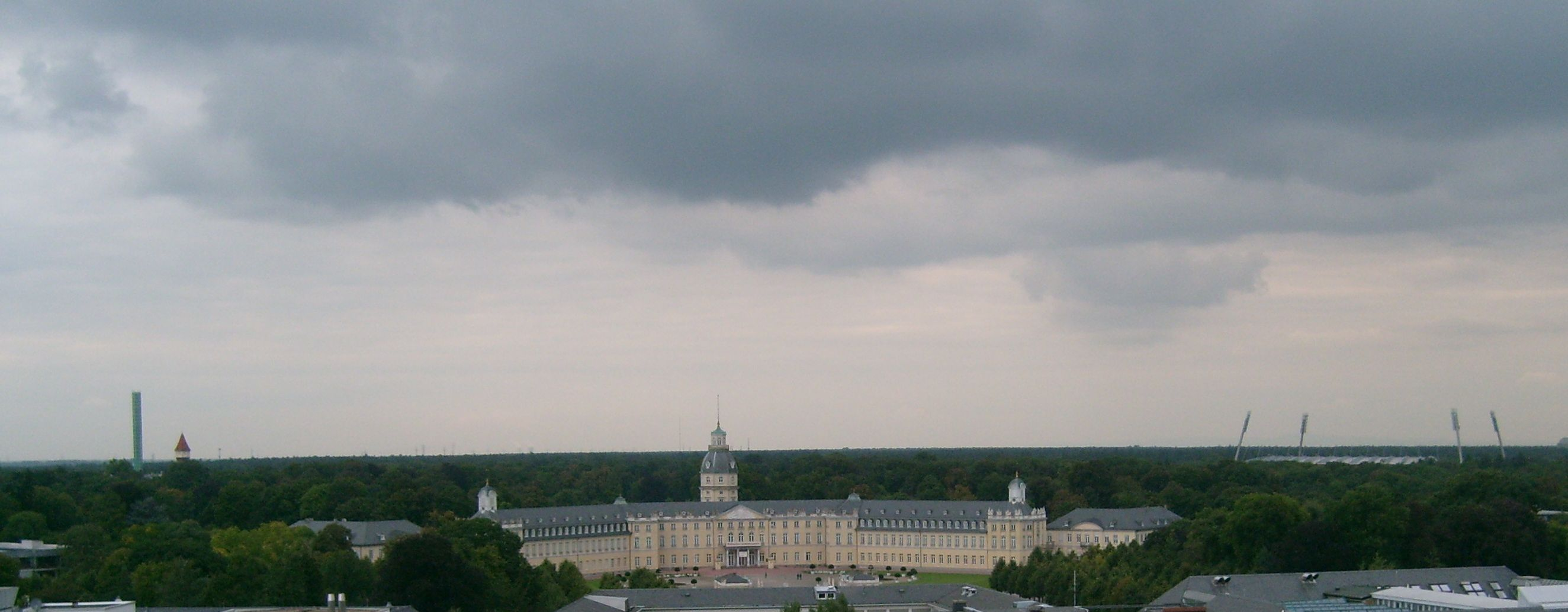
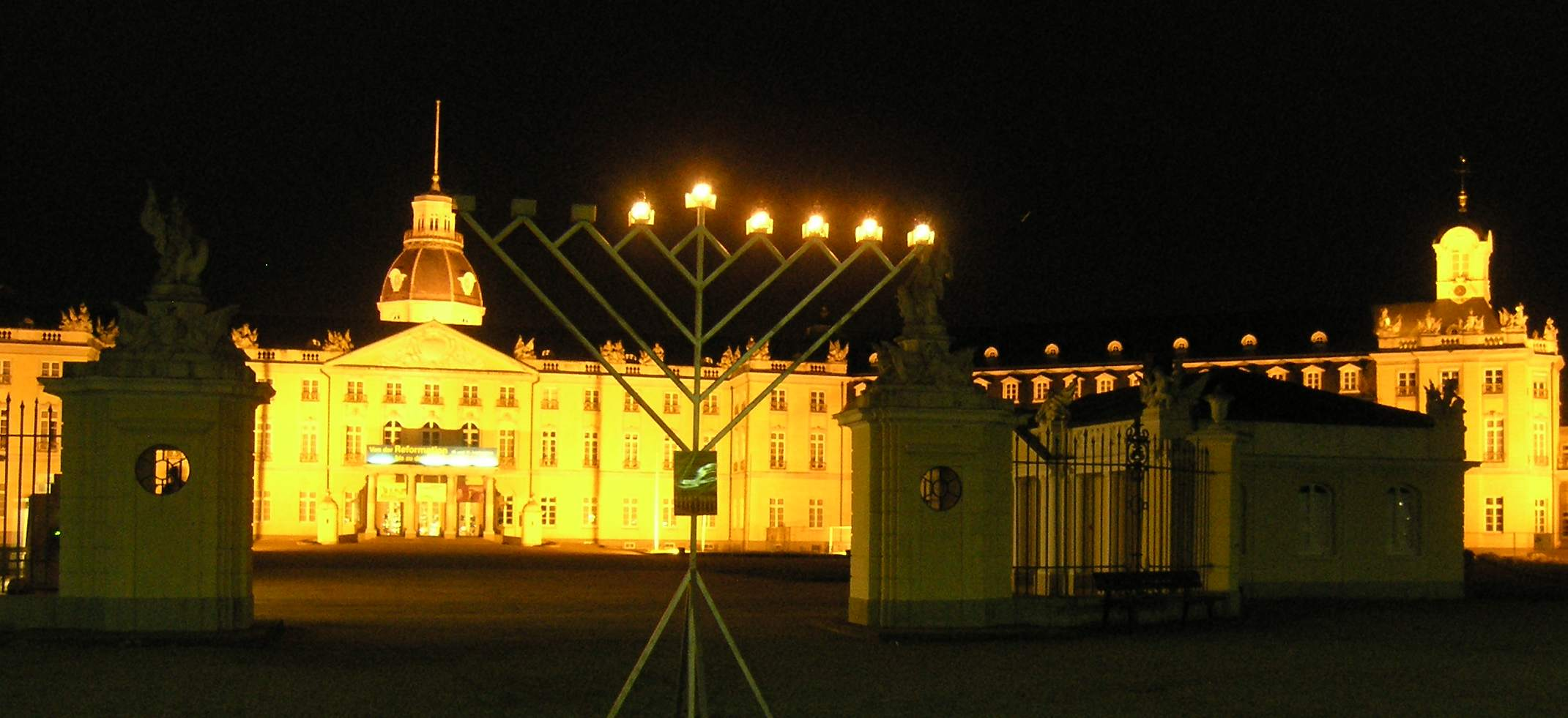